# Gusinoozërsk
Gusinoozërsk (in russo Гусиноозёрск?; in buriato Галуута) è una città della Russia, capoluogo del Selenginskij rajon; si trova sulla riva nord orientale dell'omonimo lago, dal quale ha preso il nome (Gusinoe ozero, lago dell'oca).

## Storia
Gusinoozërsk venne fondata nel 1939 con il nome Šachty, in contemporanea con l'inizio dello sfruttamento dei depositi di lignite nell'area; nel 1953 ricevette lo status di città ed il toponimo attuale.

## Economia
Il motore economico della città resta ancora oggi l'estrazione di lignite con l'associata centrale elettrica, sebbene l'attività estrattiva si sia ridotta durante la crisi economica degli anni novanta.

## Infrastrutture e trasporti
Cinque km ad est di Gusinoozërsk si trova la stazione ferroviaria di Zagustaj, per la quale passa la ferrovia Transmongolica.